# Eric Walter Elst
Eric Walter Elst (n. 30 noiembrie 1936, Mortsel, Flandra, Belgia – d. 2 ianuarie 2022, Antwerpen, Flandra, Belgia) a fost un astronom belgian care a descoperit peste 3000 de asteroizi. Printre descoperile sale notabile se pot enumera asteroidul 4486 Mithra, asteroidul/cometa 7968 Elst-Pizarro (133P/Elst-Pizarro), asteroidul 8191 Mersenne (1993 OX9) și peste 25 asteroizi troieni. Asteroidul 3936 Elst îi poartă numele.
Lista tuturor asteroizilor descoperiți de Eric Walter Elst poate fi consultată aici.
| Asteroizi descoperiți: 3868 (până în iulie 2006) - sunt notați doar unii asteroizi mai importanți | Asteroizi descoperiți: 3868 (până în iulie 2006) - sunt notați doar unii asteroizi mai importanți | Asteroizi descoperiți: 3868 (până în iulie 2006) - sunt notați doar unii asteroizi mai importanți |
| ------------------------------------------------------------------------------------------------- | ------------------------------------------------------------------------------------------------- | ------------------------------------------------------------------------------------------------- |
| 4486 Mithra[1]                                                                                    | 22 septembrie 1987                                                                                | asteroid Apollo                                                                                   |
| 7968 Elst-Pizarro[2]                                                                              | 14 iulie 1996                                                                                     | și cometă                                                                                         |
| 15745 Yuliya                                                                                      | 3 august 1991                                                                                     | asteroid Amor                                                                                     |
| 21088 Chelyabinsk                                                                                 | 30 ianuarie 1992                                                                                  | asteroid Amor                                                                                     |
| (52387) 1993 OM7                                                                                  | 20 iulie 1993                                                                                     | asteroid Amor                                                                                     |
| 314082 Dryope[3]                                                                                  | 6 februarie 2005                                                                                  | asteroid Apollo                                                                                   |
| - [1] cu Vladimir Georgiev Shkodrov - [2] cu Guido Pizarro - [3] cu Henri Debehogne               |                                                                                                   |                                                                                                   |